# خوان د دیوس فیلیبرتو
خوان د دیوس فیلیبرتو (اسپانیایی: Juan de Dios Filiberto‎؛ ‏ ۸ مارس ۱۸۸۵ – ۱۱ نوامبر ۱۹۶۴) رهبر ارکستر، شاعر، نوازندهٔ ویولن و آهنگساز اهل آرژانتین بود.
او آهنگسازی صاحب‌نام و برجسته در سبک تانگویی آرژانتینی است.